# 계순희
계순희(桂順姬, 1979년 8월 2일~)는 조선민주주의인민공화국의 유도 선수, 지도자이다.

## 경력
평양에서 2남 1녀 중 외동딸로 태어나 10살 때 모란봉과외체육학교에서 처음 유도를 시작했다.
1996년 애틀랜타 올림픽 유도 여자 48kg급에 만 16세의 나이로 출전하였다. 그녀는 당시 국제 무대에서 거의 알려지지 않았고, 와일드 카드로 출전권을 따냈다. 그러나 여러 강호들을 차례로 꺾더니 결승에서 당시 84연승을 달리는 세계 최강인 일본의 유도 영웅 다무라 료코를 꺾고 금메달을 차지하여 세계를 놀라게 했다. 그녀의 금메달은 조선민주주의인민공화국 유도 사상 최초의 올림픽 금메달이다. 그는 만 16세로 당시 유도부문의 최연소 올림픽 금메달리스트이기도 했다.
그 다음해인 1997년에는 52kg급으로 체급을 올려 세계 선수권에서 은메달을 땄고, 1999년 세계 선수권과 시드니 올림픽에서 동메달을 땄다. 2001년 세계 선수권에서 처음으로 금메달을 땄고, 2003년 다시 체급을 올려 57kg으로 세계 선수권에 출전하여 또다시 금메달을 획득했다.
아테네 올림픽에서 57kg급에서 은메달을 땄고, 2005년과 2007년 세계 선수권에서 연속으로 금메달을 땄다. 김일성상 수상을 비롯해 '노력영웅', '인민체육인' 등의 칭호를 받는 등 운동선수로는 조선민주주의인민공화국에서 최고의 지위를 얻는 영예를 누렸다.
베이징 올림픽에도 출전했으나 16강전에서 탈락했다. 2010년 현역에서 은퇴했고, 이후 코치로 전업하여 런던 올림픽 조선민주주의인민공화국 유도 대표팀 코치로 나서서 안금애의 금메달 획득에 도움을 주었는데, 이는 계순희 이후 2번째로 조선민주주의인민공화국의 유도 올림픽 금메달이다.

## 같이 보기
- 안금애